# Poire à poudre

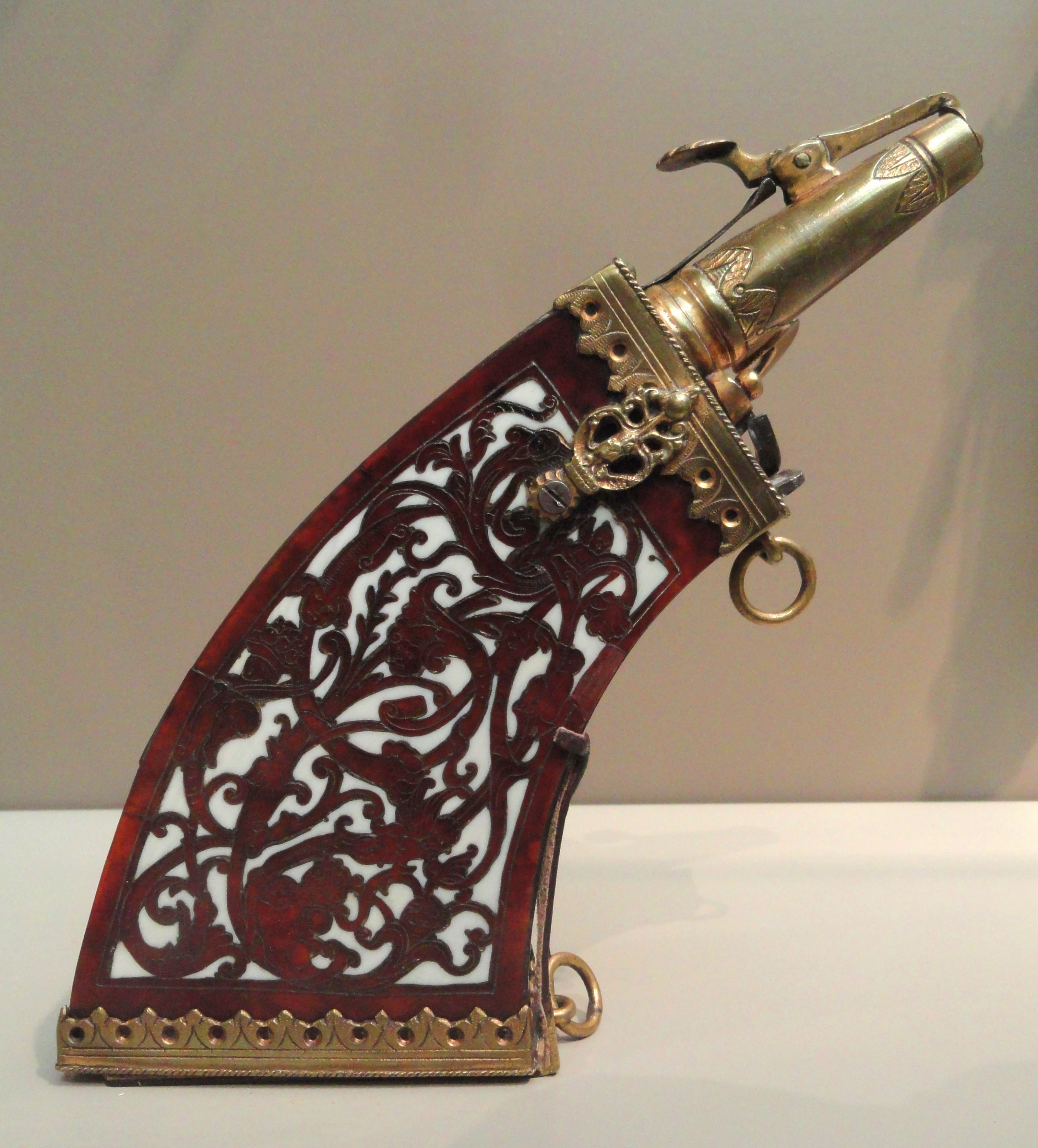
Poire à poudre allemande, en bois, avec incrustation d'écailles de tortue (première moitié du XVIIe siècle)

Une poire à poudre, parfois également appelé cornet à poudre, est un petit récipient à poudre noire qui a constitué un accessoire indispensable de l’utilisateur d’arme à feu jusqu’à l’invention de la cartouche, au XIXe siècle.
Il en a été confectionné de toutes sortes, de la facture la plus simple jusqu’aux poires les plus richement décorées ; elles sont aujourd’hui des objets très recherchés des collectionneurs. Bon nombre sont des fournitures militaires standardisées mais celles destinées à de riches chasseurs pouvaient être somptueusement ornées.